# Молтено, Джон
Сэр Джон Чарльз Молтено (англ. John Charles Molteno; 5 июня 1814, Лондон — 1 сентября 1886) — британский офицер, предприниматель, политический деятель и первый премьер-министр Британской Капской колонии.

## Молодость
Родился в Лондоне в крупной семье смешанного итало-британского происхождения. Эмигрировал в Капскую колонию в 1831 г. в возрасте 17 лет, где нашёл работу ассистента заведующего публичной библиотекой Кейптауна. В возрасте 23 лет основал свою первую компанию Molteno & Co., которая экспортировала вина, шерсть и алоэ на Маврикий и в Вест-Индию, и вскоре открыл филиалы компании в нескольких местах на мысу Доброй Надежды.
В 1841 г. впервые предпринял экспорт сушёных фруктов из Южной Африки, отправив судно с ними в Австралию. Судно погибло во время шторма, и Молтено оказался на грани банкротства.
Распродав остатки своего бизнеса, он тут же приобрёл земли в засушливой местности близ городка Бофорт, где с успехом стал разводить овец-мериносов, в результате чего смог построить роскошное поместье Нелспорт, Nelspoort Estate. Среди его многочисленных деловых удач было основание первого банка в регионе, Alport & Co., в Бофорт-Уэсте.
Вернувшись на краткое время в Кейптаун, он женился там на девушке по имени Мария, с которой он познакомился давно, вскоре после своего приезда в Южную Африку. Она была дочерью его коллеги-купца «смешанного расового» происхождения,. После свадьбы Молтено перевёз жену в своё поместье, чтобы начать там семейную жизнь.
Через несколько лет семью потрясла трагедия: жена умерла во время родов вместе со своим единственным ребёнком. Вскоре после этого Джон Молтено покинул поместье и присоединился к бурским ополченцам, направлявшимся в приграничные горы, чтобы участвовать в войне Аматолы 1846 года.

## Политическая карьера

### Борьба за ответственное правительство
В начале 1860-х гг. Капская колония переживала экономический спад. Именно в это время Молтено вернулся в Кейптаун, вновь женился и купил поместье Клэрмонт с садами, виноградниками и ботаническим садом, ныне — оживлённый деловой район на юге Кейптауна.
Молтено был избран в первый парламент Капской колонии в 1854 от округа Бофорт — первого муниципалитета Южной Африки. Несмотря на наличие избранного парламента, власть оставалась в руках британского губернатора, которого назначали из Лондона. Таким образом, администрация губернатора проводила политику скорее интересов метрополии, чем местных интересов. Опыт участия Молтено в войне укрепил его сомнения в компетентности колониальной администрации.
Со своих первых дней на посту депутата он начал активную битву за создание ответственного правительства, назначаемого парламентом и подотчётного перед ним, что, в свою очередь, расширило бы самостоятельность Капской колонии по отношению к Великобритании. Эта борьба завершилась успехом в 1872 г., когда с согласия губернатора Генри Баркли билль об ответственном правительстве был принят парламентом. Молтено долго отказывался от поста премьера, предлагая его сначала своему давнему соратнику Солу Соломону, а затем генеральному прокурору Уильяму Портеру, однако в конце концов стал первым премьер-министром колонии.

### Правительство Молтено
Назначенный на должность премьер-министра Капской колонии, Молтено, в свою очередь, назначил молодого Джона Мерримана (en:John X. Merriman) комиссаром по общественным работам (позднее Мерриман стал 8-м премьер-министром Капской колонии и продолжил многие начинания Молтено).
Своё правление Молтено начал с реорганизации финансов Капской колонии. Он использовал новые доходы от добычи алмазов и торговли перьями страуса, чтобы расплатиться с накопившимися долгами колонии, инвестировал много средств в развитие инфраструктуры, в том числе в создание системы телеграфа и в масштабную программу железных дорог. Он также стоял за возрождением сельского хозяйства, начав создание крупной системы ирригационных сооружений по всей стране. По мере роста экспорта росла и экономика Капской колонии, что привело к существенному увеличению бюджета в годы его правления.
Когда в 1877 г. разразилась очередная кафрская война, он успешно руководил боевыми действиями, нейтрализуя борьбу между региональными фракциями, в частности, между западной и восточной частями колонии. Также он противодействовал попыткам расовой сегрегации в войсках.
Его правительство также основало Университет Мыса Доброй Надежды, на основе которого позднее возник Университет Южной Африки — ныне один из крупнейших университетов планеты, в котором учатся свыше 200000 студентов, а также Колледж Виктории — позднее Университет Стелленбоса, en:Stellenbosch University.
Политика Молтено характеризовалась активным противостоянием вмешательству Британской империи в дела Капской колонии. В частности, он не допускал включения в состав колонии территории обанкротившегося карликового государства Западный Грикваланд, а также противостоял развёртыванию на территории колонии британских войск для участия в войнах против кафров.
В отличие от прочих территорий Южной Африки, в Капской колонии при Молтено сохранялось расовое равенство при голосовании — мужчины представители всех рас имели равное право голоса на выборах.

### Конфедерация и война
Смена правительства в Лондоне привела к власти империалистическое лобби, во главе которого стоял государственный секретарь лорд Карнарвон, Lord Carnarvon, полный решимости вернуть Южную Африку под власть метрополии, внедрив свой план конфедерации. Этому плану противостояли практически все государства Южной Африки, в том числе правительство Капской колонии. Отношения между Молтено и Министерством колоний ухудшились. Молтено настаивал, что в местных делах инициатива должна исходить от Южной Африки, а не от метрополии, и что бескомпромиссная политика центра в навязывании конфедерации приведёт к нестабильности.
Несмотря на это, Министерство колоний отказалось от компромисса, сместило губернатора Генри Баркли (en:Henry Barkly) и назначило Генри Бартла Фрира (en:Henry Bartle Frere), который 3 февраля 1878 года распустил Капский парламент. Фрир был умелым колониальным администратором, однако имел весьма слабые представления о реалиях Южной Африки и его схема конфедерации потерпела фиаско, вызвав многочисленные региональные конфликты, в том числе с народами кафрами, педи и басото.
В результате сокрушительного поражения британцев в войне против зулусов и растущего недовольства в Трансваале (позднее переросшего в первую англо-бурскую войну) Фрир был отозван и в 1880 году был обвинён в злоупотреблениях.

### Окончание политической карьеры
Молтено неоднократно предлагали вновь возглавить правительство, однако он, которому в то время уже было далеко за 60, неизменно отказывался и предпочитал проводить время вдали от общественной жизни в семейных заботах. Последняя должность, которую он занимал — колониальный секретарь в правительстве Томаса Сканлена.
Важнейшими результатами его деятельности было создание ответственного перед парламентом правительства. Молтено избегал называть себя либералом, предпочитая термин «прагматик», однако его идеи многорасовой демократии оказали важное влияние на либеральную традицию Капской колонии и ЮАР.
В 1882 г. королева Виктория присвоила ему рыцарское звание.

## Поздняя жизнь и семья
Как личность Молтено был прямодушным и добродушным, часто улыбался, говорил правду в лицо. Его политические оппоненты обвиняли его в том, что он легко впадал в ярость, проявлял упрямство, что на него слишком большое влияние оказывал депутат-либерал Сол Соломон.
Он был высоким и крепко сложенным, за что получил прозвище «лев Бофорта» среди друзей и «бофортский бур» среди оппонентов.
Молтено был женат трижды и имел 19 детей, став, таким образом, родоначальником влиятельной семьи. Среди его прямых потомков были политики, члены парламента, судоходные магнаты и экспортёры, военачальники, суфражистки и борцы против апартеида.
Хотя Молтено вырос католиком (его отец был итальянцем), он категорически отказывался высказываться на религиозные вопросы (хотя по другим вопросам был резким и прямолинейным). Согласно его сыну и биографу Перси Молтено, он не любил деление христианства на деноминации и был достаточно свободен в религиозных взглядах.
Похоронен на кладбище Святого Спасителя в Клэрмонте, ныне район на юге Кейптауна.
В его честь назван посёлок Молтено, расположенный в горном массиве Стормберг (en:Stormberg Mountains) в Восточной Капской провинции.